# Helck (Manga)
Helck (jap. ヘルク) ist eine Mangaserie von Mangaka Nanaki Nanao, die von 2014 bis 2017 in Japan erschien. Sie erhielt mehrere Ableger, wurde unter anderem ins Deutsche übersetzt und 2023 als Anime-Fernsehserie verfilmt. Das Fantasy-Abenteuer erzählt vom Krieger Helck, der an einem Dämonenturnier teilnimmt, um der nächste Dämonenkönig zu werden.

## Inhalt
Der Dämonenkönig wurde von einem menschlichen Krieger getötet und die Menschen können aufatmen. Doch die vier Generäle der Dämonen müssen einen neuen König bestimmen. Unter ihnen wird die Rote Vermilio auserkoren, zu diesem Zweck einen Wettkampf zu leiten. Sie findet heraus, dass der Mensch Helck an dem Turnier teilnimmt. Seine Begründung, dass er andere Menschen hasse, kann Vermilio ihm nicht glauben. Sie will herausfinden, was ihn wirklich antreibt. Sie fürchtet, der habe sich eingeschlichen, um die Dämonen im Turnier endgültig zu besiegen. So lässt sie ihn in immer ausgefalleneren Zweikämpfen antreten, in denen Helck aber durch seine Stärke bestehen kann. Schließlich sendet Vermilio ihre Spionin Asta aus, um in der Welt der Menschen auszukundschaften, was hinter Helcks Teilnahme am Wettkampf steckt.

## Veröffentlichung
Der Manga erschien von Mai 2014 bis Dezember 2017 im Online-Magazin Ura Sunday sowie über die App MangaOne. Deren Verlag Shogakukan brachte die Kapitel auch gesammelt in zwölf Bänden heraus. Ab 2022 erschien eine Neuauflage mit mehr Farbseiten und neuen Covern. Seit Dezember 2024 erscheint diese auf Deutsch bei Manga Jam Session in bisher drei Bänden (Stand Juni 2025). Die Übersetzung stammt von Melanie Steinbrugger. Eine englische Fassung wurde von Viz Media verlegt und eine italienische vom Verlag Goen.
Eine kurze Ablegerserie wurde von Juli bis Oktober 2018 auf MangaOne veröffentlicht und erschien später in einem Sammelband. Ein zweiter Ableger startete im August 2020 im Ura Sunday sowie auf MangaOne. Die gesammelte Ausgabe umfasst bisher sieben Bände. Beide Ableger wurden auch von Nanaki Nanao geschaffen.

## Animeserie
Eine Umsetzung der Geschichte als Anime-Fernsehserie wurde 2023 bei Studio Satelight produziert. Dabei führte Tatsuo Satō Regie und die Drehbücher schrieben Mitsutaka Hirota und Toshizo Nemoto. Die künstlerische Leitung lag bei Eiji Iwase und das Charakterdesign wurde von Yoshinori Deno adaptiert. Die Tonregie führte Shinji Takamatsu und für die Kameraführung war Tsuyoshi Shimura verantwortlich. Die Produzenten waren Cong Cao, Ransen Imai, Taisuke Shikama und Yūsuke Ueno.
Der Anime wurde erstmals im Februar 2022 angekündigt. Die 24 Folgen wurden vom 12. Juli bis 20. Dezember 2023 von den Sendern Nippon TV, BS NTV und AT-X in Japan ausgestrahlt. Auf Deutsch erschien die Serie bei Amazon Prime per Streaming. Eine englische Fassung wurde von Hidive veröffentlicht.

### Synchronisation
Die deutsche Fassung entstand bei @alpha Postproduktion unter der Regie und nach einem Dialogbuch von Sebastian Horn.
| Rolle    | japanische Stimme (Seiyū) | deutsche Stimme |
| -------- | ------------------------- | --------------- |
| Helck    | Katsuyuki Konishi         | Leonard Hohm    |
| Vermilio | Mikako Komatsu            | Ilena Gwisdalla |
| Piwi     | Shiori Izawa              | Ramona Schwab   |

### Musik
Die Musik der Serie wurde komponiert von Yoshihisa Hirano. Das Vorspannlied ist It's My Soul von Hiroki Nanami und der Abspann ist unterlegt mit Statice von Saji.